# Atrachelacris unicolor
Atrachelacris unicolor är en insektsart som beskrevs av Giglio-tos 1894. Atrachelacris unicolor ingår i släktet Atrachelacris och familjen gräshoppor. Inga underarter finns listade i Catalogue of Life.